# Luzerner Voralpen
Prealpy Lucerneńskie – grupa górska w paśmie Schweizer Voralpen, części Alpach Zachodnich. Leży w Szwajcarii, w kantonach Lucerna, Obwalden i Nidwalden. Najwyższym szczytem jest Pilatus, który osiąga wysokość 2132 m.
Pasmo to graniczy z: Płaskowyżem Szwajcarskim (Mittelland) na północnym wschodzie, Schwyzer und Urner Voralpen na wschodzie, Alpami Berneńskimi na południowym wschodzie oraz z Berner Voralpen na południowym zachodzie.